# Mustapha Yatabaré
Mustapha Yatabaré (ur. 26 stycznia 1986 w Beauvais) – malijski piłkarz występujący na pozycji napastnika w tureckim klubie Sivasspor. Posiada także obywatelstwo francuskie.

## Kariera klubowa
Yatabaré urodził się we Francji w rodzinie pochodzenia malijskiego. Karierę piłkarską w klubie AS Beauvais. Następnie rozpoczął treningi w Amiens SC, a od 2006 roku zaczął grać w trzecioligowym Villemomble Sports. Przez dwa sezony strzelił dla tego klubu 19 bramek.
W 2008 roku Yatabaré odszedł do drugoligowego Clermont Foot. 1 sierpnia 2008 zadebiutował w Ligue 2 w przegranym 0:1 domowym meczu z Vannes OC. Od czasu debiutu stał się podstawowym zawodnikiem Clermont Foot. W sezonie 2008/2009 strzelił 7 bramek w drugiej lidze Francji.
Na początku 2010 roku Yatabaré przeszedł do pierwszoligowego US Boulogne. Wiosną 2010 spadł z nim do Ligue 2. W latach 2011–2014 grał w EA Guingamp. Latem 2014 trafił do Trabzonsporu, a w sezonie 2015/2016 był z niego wypożyczony do Montpellier HSC. Latem 2016 trafił do Kardemir Karabüksporu. Na początku 2018 przeszedł do Konyasporu.

## Kariera reprezentacyjna
W reprezentacji Mali Yatabaré zadebiutował 19 listopada 2008 roku w zremisowanym 1:1 towarzyskim spotkaniu z Algierią. W 2010 roku został powołany do kadry na Puchar Narodów Afryki 2010. W pierwszym meczu tego turnieju z Angolą zdobył gola w 95. minucie, dzięki czemu mecz zakończył się remisem 4:4.

## Statystyki kariery
Stan na 25 kwietnia 2022
| Sezon   | Klub                 | Kraj    | Rozgrywki | Mecze | Bramki | Rozgrywki Europy | Mecze | Bramki |
| ------- | -------------------- | ------- | --------- | ----- | ------ | ---------------- | ----- | ------ |
| 2007/08 | Villemomble Sports   | Francja | National  | 27    | 11     | –                | –     | –      |
| 2008/09 | Villemomble Sports   | Francja | National  | 25    | 8      | –                | –     | –      |
| 2008/09 | Clermont Foot        | Francja | Ligue 2   | 31    | 7      | –                | –     | –      |
| 2009/10 | Clermont Foot        | Francja | Ligue 2   | 18    | 5      | –                | –     | –      |
| 2009/10 | US Boulogne          | Francja | Ligue 1   | 17    | 2      | –                | –     | –      |
| 2010/11 | US Boulogne          | Francja | Ligue 2   | 30    | 1      | –                | –     | –      |
| 2011/12 | EA Guingamp          | Francja | Ligue 2   | 20    | 0      | –                | –     | –      |
| 2012/13 | EA Guingamp          | Francja | Ligue 2   | 35    | 22     | –                | –     | –      |
| 2013/14 | EA Guingamp          | Francja | Ligue 1   | 31    | 11     | –                | –     | –      |
| 2014/15 | EA Guingamp          | Francja | Ligue 1   | 4     | 0      | –                | –     | –      |
| 2014/15 | Trabzonspor          | Turcja  | Süper Lig | 15    | 1      | Liga Europy UEFA | 6     | 1      |
| 2015/16 | Montpellier HSC      | Francja | Ligue 1   | 28    | 4      | –                | –     | –      |
| 2016/17 | Kardemir Karabükspor | Turcja  | Süper Lig | 26    | 6      | –                | –     | –      |
| 2017/18 | Kardemir Karabükspor | Turcja  | Süper Lig | 15    | 6      | –                | –     | –      |
| 2017/18 | Konyaspor            | Turcja  | Süper Lig | 5     | 0      | –                | –     | –      |
| 2018/19 | Konyaspor            | Turcja  | Süper Lig | 29    | 5      | –                | –     | –      |
| 2019/20 | Sivasspor            | Turcja  | Süper Lig | 31    | 13     | –                | –     | –      |
| 2020/21 | Sivasspor            | Turcja  | Süper Lig | 32    | 10     | Liga Europy UEFA | 5     | 1      |
| 2021/22 | Sivasspor            | Turcja  | Süper Lig | 30    | 9      | –                | –     | –      |